# Mormodes maculata
Mormodes maculata är en orkidéart som först beskrevs av Johann Friedrich Klotzsch, och fick sitt nu gällande namn av Louis Otho Otto Williams. Mormodes maculata ingår i släktet Mormodes och familjen orkidéer.

## Underarter
Arten delas in i följande underarter:
- M. m. maculata
- M. m. unicolor

## Bildgalleri

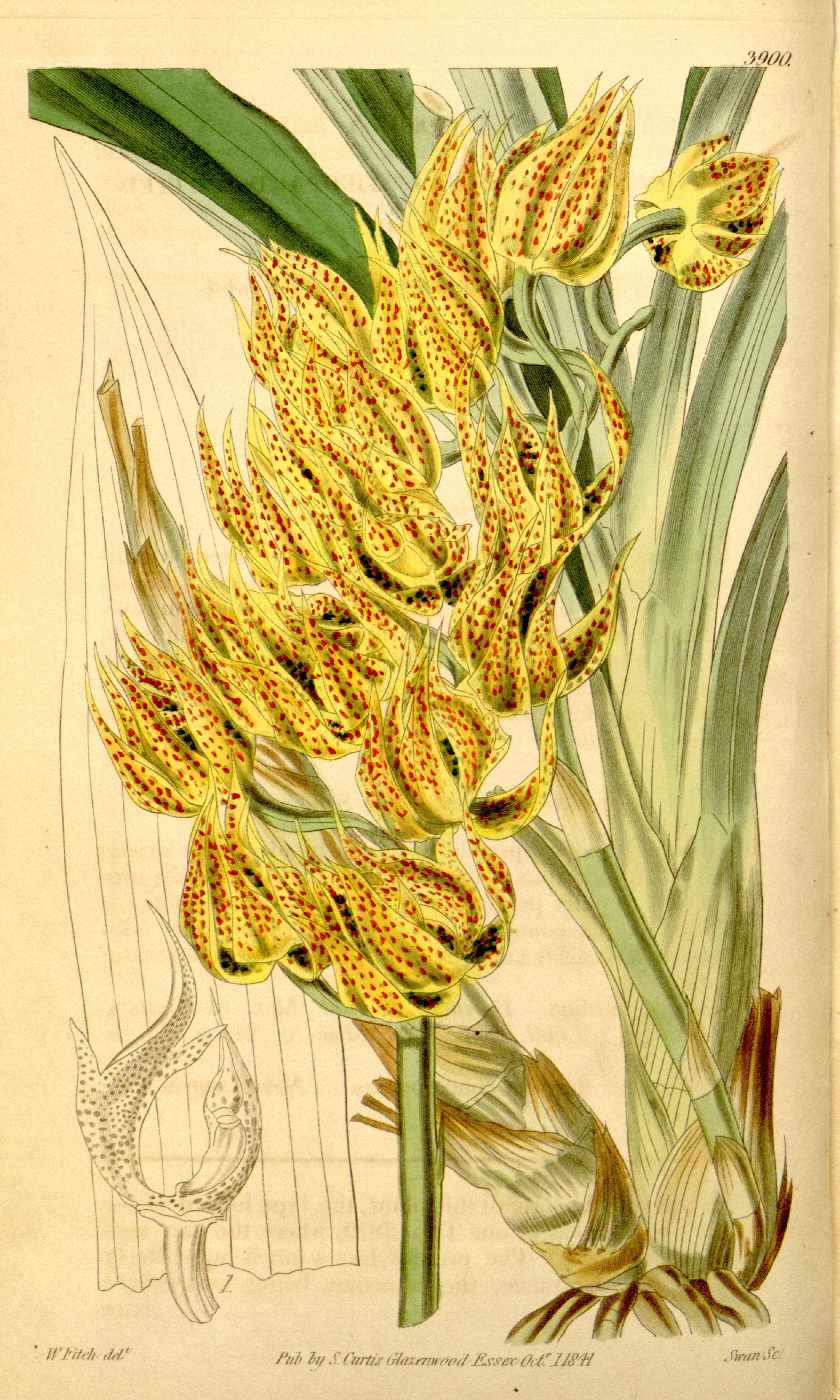
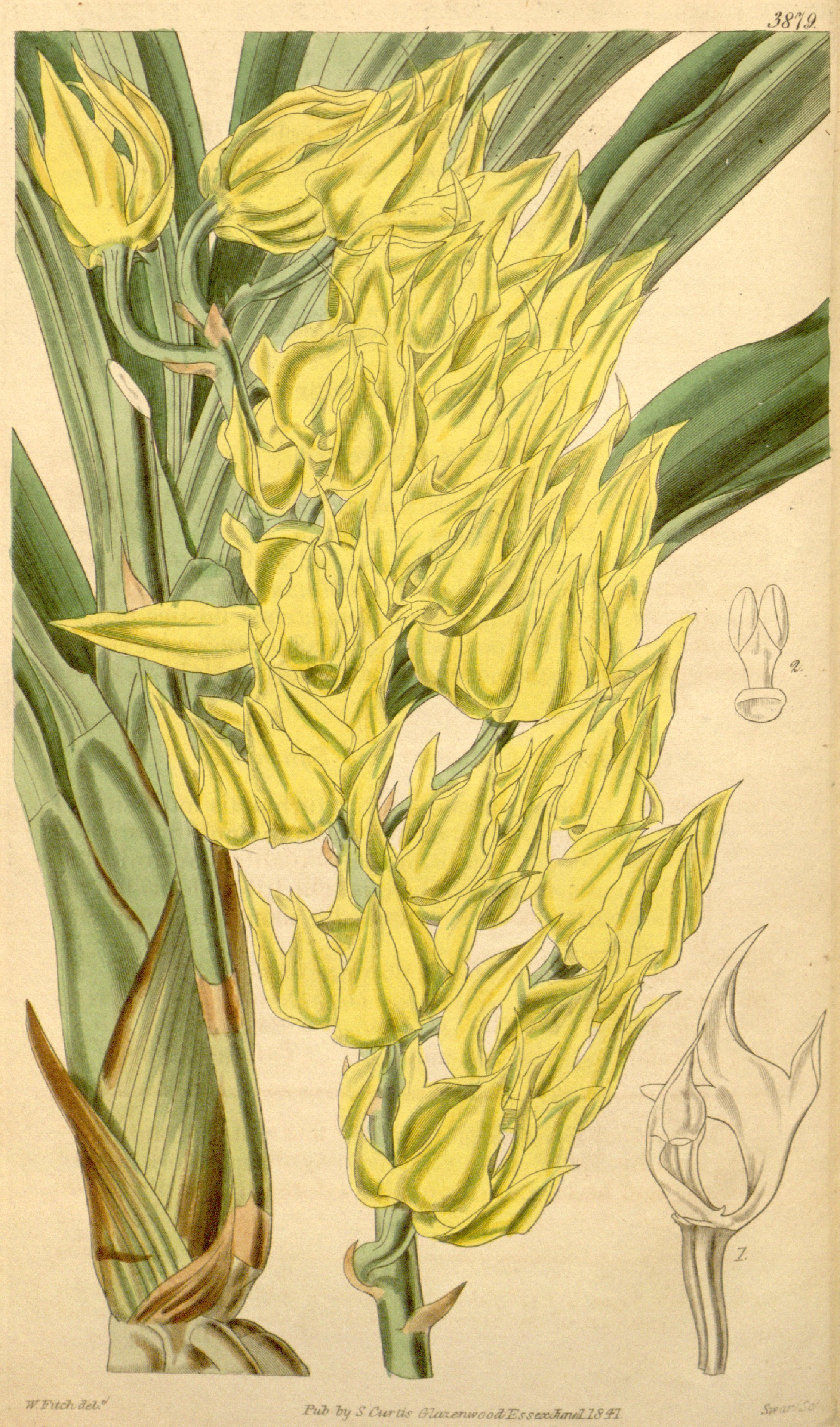